# باک کانرز
باک کانرز (انگلیسی: Buck Connors؛ ‏ ۲۲ نوامبر ۱۸۸۰ – ۴ فوریهٔ ۱۹۴۷) بازیگر اهل ایالات متحده آمریکا بود.
از فیلم‌ها یا مجموعه‌های تلویزیونی که وی در آن‌ها نقش داشته‌است، می‌توان به جایزه یک میلیون دلاری و قهرمانان جهنم اشاره نمود.